# نوفل خاسف
نوفل خاسف (انگلیسی: Naoufel Khacef؛ زادهٔ ۲۷ اکتبر ۱۹۹۷) بازیکن فوتبال اهل الجزایر است.
از باشگاه‌هایی که در آن بازی کرده‌است می‌توان به باشگاه فوتبال نصر حسین دای اشاره کرد.
وی همچنین در تیم‌های ملی فوتبال زیر ۲۳ سال الجزایر و الجزایر بازی کرده‌است.